# أوستين أغسطس كينغ
أوستين أغسطس كينغ (بالإنجليزية: Austin Augustus King)‏ هو محامي وقاضي وسياسي أمريكي، ولد في 21 سبتمبر 1802 في مقاطعة سوليفان في الولايات المتحدة، وتوفي في 22 أبريل 1870 في سانت لويس في الولايات المتحدة. حزبياً، نشط في الحزب الديمقراطي. وقد انتخب حاكم ميسوري ‏ (20 نوفمبر 1848 – 3 يناير 1853) وانتخب عضو مجلس النواب الأمريكي.